# Borgeous
Borgeous (* 18. Mai in Miami; eigentlicher Name John Borger) ist ein US-amerikanischer DJ und Produzent aus Los Angeles, der 2013 mit dem Titel Tsunami bekannt geworden ist.

## Biografie
John Borger alias Borgeous stammt ursprünglich aus Florida und ging dann als DJ an die Westküste nach Los Angeles. Erstmals machte er Anfang 2013 auf sich aufmerksam mit der eigenen Produktion Gangsterous. Es folgte ein Remix von Pour It Up von Rihanna zusammen mit dem Produzenten The Cataracs. Zusammen dem kanadischen Duo Dvbbs sowie ein weiteres Mal mit dem US-amerikanischen Ghostproducer Niles Hollowell-Dhar alias The Cataracs oder KSHMR produzierte er den Titel Tsunami. Dieser entwickelte sich zu einem Festivalhit im Sommer des Jahres, besonders in Europa. Der Niederländer Sander van Doorn veröffentlichte das Stück bei seinem Label und es erreichte Platz eins in den Nederlandse Top 40. Wenig später stieg das Lied auch auf Platz eins im niederländischsprachigen Teil Belgiens.
Gemeinsam mit den belgischen DJ-Brüdern Dimitri Vegas & Like Mike erschien nur wenige Monate später ein weiterer Song mit Dvbbs und KSHMR. Dieser trägt den Titel Stampede und basiert auf einem ähnlichen Stil wie Tsunami. Zwar konnte die Single kommerziell nicht mit dem Vorgänger mithalten, dennoch gewann Stampede an ähnlicher Population und erreichte die Charts in Belgien und Frankreich. Bereits Ende 2013 kündigte Borgeous seine Solo-Single Invincible an. Die Single-Veröffentlichung folgte am 20. Januar 2014, wobei das bis heute mehr als zehn Millionen Mal aufgerufene, offizielle Musikvideo bereits am 10. Januar 2014 von Spinnin’ Records hochgeladen wurde. Die Vocals schenkte die US-amerikanische Sängerin Julia Michaels. Obwohl die Fans auf einen Big-Room-Track hofften, wurde das Lied im Progressive-House-Stil aufgenommen.
In Zusammenarbeit mit dem britischen Rapper Tinie Tempah nahm er mit dem Duo eine Vocal-Version ihres Tracks Tsunami auf. Der Remix erschien am 9. März 2014. Bereits eine Woche nach der Veröffentlichung stand der Titel auf Platz eins der britischen Single-Charts. Für das US-Release des Songs holten sie sich den US-amerikanischen Rapper Tyga ins Studio. Ein Single-Veröffentlichungstermin wurde noch nicht bekannt gegeben, jedoch soll es auf Tygas vierten Studioalbum The Gold Album: 18th Dynasty vorhanden sein. Im Internet ist die Vocal-Version bereits vorhanden.
Im Frühjahr 2014 erschien im Internet eine Tonspur mit dem Titel Celebration. Aufgrund des stark „Tsunami-Stil“ ähnelnden Drop, wurde das Lied Dvbbs und Borgeous zugeordnet. Keiner der Künstler äußerte sich dazu. Am 4. Februar 2014 lud Borgeous ein Preview des Liedes Celebration auf seinem offiziellen YouTube-Kanal hoch. Heraus stellte sich dabei jedoch, dass es sich nicht um die Tonspur handelt, sondern eine neue Solo-Single des DJs im Electro-House-Stil. Im Juni 2014 erschienen das Lied Wildfire, das neben Progressive-House auch Elemente der Trance-Musik verkörpert. Noch im selben Monat veröffentlichte der DJ den Track Breathe, der erstmals wieder dem Big-Room Stil von Tsunami ähnelt. Am 14. Juli 2014 erschien Beast gemeinsam mit Thomas Gold. Jedoch erfolgte lediglich ein Release auf der Musikplattform Beatport.
Nach der, im Oktober 2014 veröffentlichten Single Break the House, die er gemeinsam mit dem niederländischen DJ Tony Junior aufnahm, erschien in Zusammenarbeit mit dem US-amerikanischen East-Coast Rapper Waka Flocka Flame das Lied Toast. Der Refrain besteht aus einem Rap-Part des US-amerikanischen Rappers Wiz Khalifa, der ursprünglich Chorus des Liedes More Champagne von Khalifa und DJ Whoo Kid war. Auch das offizielle Musikvideo zu Toast besteht zum einen aus einem neu aufgenommenen Part und zusammengeschnittenen Live-Auftritten von Waka Flocka sowie dem Musikvideo zu More Champagne. Das Lied erschien als kostenloser Download. Mit dem folgenden Track Tutankhamun veröffentlichte Borgeous gemeinsam mit dem kanadischen DJ-Duo Dzeko & Torres am 24. November 2014 einen Big-Room-Track, Das offizielle Musikvideo zählt bis heute mehrere Millionen Aufrufe. Nach einem Remix zum Lied Up We Go der kanadischen Musikerin Lights beschlossen sie gemeinsame Studioarbeiten zu beginnen. Daraus entstand das Vocal-Progressive-House-Lied Zero Gravity, das am 18. Dezember 2014 veröffentlicht wurde.
In das Jahr 2015 startete Borgeous mit einem Song im Stil des derzeit sehr populärem Deep-House-Stil. Produziert wurde das Lied gemeinsam mit kanadischen DJ Shaun Frank und Sängerin Delaney Jane. Das Release fand am 2. Januar 2015 statt, wobei das bis heute mehr als zwei Millionen Mal aufgerufene Musikvideo bereits Mitte Dezember 2014 erschien. Das Lied erhielt sowohl für die Vocals, als auch für das Instrumental sehr positive Kritik und konnte auch die belgischen Single-Charts erreichen. Mit They Don’t Know Us veröffentlichte der Produzent im März 2015 gemeinsam mit Julia Michaels, die bereits Invincible sang einen weiteren Erfolg. Bereits nach wenigen Stunden zählte das Musikvideo mehrere Hunderttausend und nach nur einer Woche mehrere Millionen Aufrufe.
Für das US-amerikanische Dance-House-Festival „Life in Color“ produzierte Borgeous gemeinsam mit Progressive-House DJ David Solano das Lied Big Bang. Release Date war der 13. April 2015. Der Stil basiert auf einem Big-Room-Drop. Jedoch erhielt das Lied aufgrund fehlender Innovation bereits im Vorfeld negative Kritik, dennoch galt es als einer der Sommer-Festival-Hits. In den Beatport Top-100 rückte Big Bang bis an die Spitzenposition vor. Ein Progressive-House-Remix seines This Could Be Love, produziert vom, zu dem Zeitpunkt 16 Jahre alten DJ und Produzenten Ryos brachte überragende positive Kritik ein und zeigte bei einer Facebookabstimmung größere Beliebtheit, als das Original.

## Diskografie

### Singles
- 2013: Gangsterous
- 2013: From Cali with Love
- 2013: Rags to Riches
- 2013: Aggro
- 2013: Tsunami (mit Dvbbs)
- 2013: Stampede (mit Dvbbs vs. Dimitri Vegas & Like Mike)
- 2014: Invincible (feat. Julia Michaels)
- 2014: Tsunami (Jump) (mit Dvbbs feat. Tinie Tempah)
- 2014: Tsunami (mit Dvbbs feat. Tyga)
- 2014: Celebration
- 2014: Wildfire
- 2014: Breathe
- 2014: Beast (mit Thomas Gold)
- 2014: Break the House (mit Tony Junior)
- 2014: Toast (mit DJ Whoo Kid feat. Wiz Khalifa & Waka Flocka Flame)
- 2014: Tutankhamun (mit Dzeko & Torres)
- 2014: Zero Gravity (feat. Lights)
- 2015: This Could Be Love (mit Shaun Frank feat. Delaney Jane)
- 2015: They Don’t Know Us (feat. Julia Michaels)
- 2015: Big Bang (mit David Solano)
- 2015: Lovestruck (mit Mike Hawkins)
- 2015: Souls (mit M.Bronx)
- 2015: Sins
- 2015: Yesterday
- 2016: Ride It
- 2016: Miracle
- 2016: Going Under
- 2016: Young In Love
- 2017: Over The Edge
- 2017: Coffee Can Money
- 2017: Feel So Good
- 2017: Hold Up
- 2017: Give Em What They Came For
- 2017: You
- 2017: Sweeter Without You
- 2018: Making Me Feel
- 2018: Make Me Yours
- 2019: Ride It (mit Rvssian & M.R.I. feat. Sean Paul)
- 2019: Wanna Lose You (mit tyDi)
- 2019: Savage (mit Riggi & Piros feat. Lil Jon)
- 2019: Lost & Found (mit 7 Skies feat. Neon Hitch)
- 2019: Going Under (mit Loud Luxury)
- 2019: Miracle (mit BRKLYN feat. Lenachka)
- 2019: Young in Love (feat. Karmin)

### Remixe
- 2014: Afrojack feat. Wrable – Ten Feet Tall
- 2014: Dirty Heads – My Sweet Summer
- 2014: Lights – Up We Go
- 2014: Rihanna – Pour It Up
- 2015: K Theory – Night Light
- 2018: Marshmello feat. Anne-Marie – Friends
- 2018: Why Don’t We – Hooked